# Ćikovići
Ćikovići est une localité de Croatie située dans la municipalité de Kastav, dans le comitat de Primorje-Gorski Kotar. En 2001, la localité comptait 3 089 habitants.

## Démographie
| 1948 | 1953 | 1961 | 1971 | 1981  | 1991  | 2001  |
| ---- | ---- | ---- | ---- | ----- | ----- | ----- |
| 198  | 199  | 197  | 230  | 1 521 | 1 790 | 3 089 |